# Hyalomis platyleuca
Hyalomis platyleuca är en fjärilsart som beskrevs av Walker 1854. Hyalomis platyleuca ingår i släktet Hyalomis och familjen björnspinnare. Inga underarter finns listade i Catalogue of Life.